# 聖三一修道院 (切爾尼戈夫)
聖三一修道院（羅馬化：Troitsko-Illinskyi monastyr）是位於烏克蘭東北部城市切爾尼戈夫的一座歷史悠久的東正教修道院。最初由基輔的聖安多尼在11世紀建立，但在1239年蒙古入侵期間被摧毀。修道院由主教拉扎爾·巴拉諾維奇的領導下於1649年重建。
建築主體聖三一大教堂建於1679年，七座綠色圓頂為其特色。